# Althausschneideturm
Althausschneideturm är ett berg i Österrike på gränsen mot Italien. Det ligger i förbundslandet Tyrolen, i den centrala delen av landet. Toppen på Althausschneide är 3 225 meter över havet, eller 22 meter över den omgivande terrängen.
Den högsta punkten i närheten är Umbalköpfl, 3 426 meter över havet, 1,4 kilometer nordost om Althausschneideturm.
Trakten runt Althausschneideturm består i huvudsak av kala bergstoppar och isformationer.